# Ejército de Nigeria
El Ejército de Nigeria es la fuerza terrestre de las Fuerzas Armadas de Nigeria. El Ejército de tierra de Nigeria es dirigido por el Estado Mayor del Ejército de Nigeria. El Jefe del Estado Mayor del Ejército de Nigeria, es el oficial militar de más alto rango del Ejército de Nigeria.

## Historia

### Formación
El ejército nigeriano remonta su historia a la fuerza de policía del teniente John Hawley Glover, que estaba formada en gran parte por esclavos negros de la etnia hausa liberados en 1863. La fuerza de policía se estableció con el objetivo principal de proteger a la Real Compañía del Níger y sus activos, de las constantes incursiones militares de los países vecinos como el Imperio asante. Esta fuerza policial crecería lentamente en tamaño y capacidad para satisfacer las necesidades coloniales del Imperio británico en sus territorios de África Occidental y más tarde formaría el núcleo tanto de la Costa Dorada como de la Policía Hausa, que se convertirían en los regimientos de Ghana y Nigeria respectivamente, en 1879, estos regimientos fueron incorporados a la Real Fuerza Fronteriza de África Occidental, en 1900, por la Oficina Colonial Británica, siguiendo las experiencias militares británicas en la Expedición a Benín de 1897, así como los esfuerzos británicos más amplios de reorganización completa de sus unidades coloniales africanas, como la del Ejército de Egipto a principios de ese mismo año. 

### Segunda Guerra Mundial
Durante la Segunda Guerra Mundial, las tropas nigerianas entrenadas por los británicos entraron en acción con la primera brigada de infantería de África Occidental y las Divisiones 81 y 82 de África Occidental, en la Campaña de África Oriental y en la Campaña de Birmania.

### Independencia y guerra civil
Las raíces de las divisiones étnicas que comenzaron a desgarrar el Ejército nigeriano, después de la independencia, tuvieron algunos de sus orígenes en las prácticas coloniales de reclutamiento militar, con la infantería y la artillería reclutadas en el norte, pero durante la expansión de la fuerza durante la Segunda Guerra Mundial, se contrató a una gran proporción de sureños, educados para ocupar puestos que requerían más capacitación técnica. Al igual que en Ghana, hubo una presión significativa para nacionalizar las fuerzas armadas, por ejemplo, dos oficiales fueron ascendidos a brigada como una concesión a la opinión pública nigeriana, con motivo de la llegada del último comandante británico a Lagos. De una fuerza de 8.000 hombres repartidos en cinco batallones de infantería y unidades de apoyo, la fuerza aumentó a alrededor de 120.000 hombres, repartidos en tres divisiones militares al final de la guerra civil de Nigeria, que tuvo lugar en 1970. En términos de doctrina militar, la misión del ejército nigeriano no cambió en absoluto, su principal tarea seguía siendo cercar y derrotar a los enemigos de Nigeria. La rápida expansión del ejército de Nigeria a raíz de la guerra civil nigeriana, fue testigo de una grave disminución de la calidad de las tropas. El proceso de expansión supervisado por el personal de mando del ejército de Nigeria, condujo a una escasez extrema de oficiales comisionados, con tenientes coroneles recién creados, al mando de brigadas y batallones y compañías comandadas por sargentos y suboficiales. Esto resultó en una cadena de mando y control muy precaria, y un estado mayor del ejército de tierra muy rudimentario, así como una escasez de oficiales, suboficiales y personal de tropa preparado, por parte del ejército de tierra nigeriano. Un resultado de todo ello, fue la dirección débil de las tres divisiones desplegadas por el gobierno federal, que lucharon de forma independiente y compitieron entre ellas por recursos, hombres y material. Entre los resultados de esta falta de experiencia y profesionalismo de la tropa y el mando, se encuentra la masacre de Asaba de 1967, que resultó en la muerte de 1.000 personas civiles de la etnia igbo. En un estudio del año 1984, el mayor Michael Stafford del Cuerpo de Marines de los Estados Unidos señaló lo siguiente: 

"Son soldados sin experiencia, mal entrenados y mal dirigidos que manifestaron su falta de profesionalismo e indisciplina mediante las masacres de civiles inocentes y la falta de ejecución efectiva de las tácticas de infantería."

En noviembre de 1970, la Comunidad de Inteligencia de los Estados Unidos concluyó lo siguiente:

"La Guerra Civil de Nigeria terminó con un rencor sorprendentemente pequeño. Los igbo derrotados son aceptados como conciudadanos en muchas partes de Nigeria, pero no en algunas áreas de la antigua Biafra donde alguna vez fueron dominantes. Iboland es un área superpoblada y económicamente deprimida, donde es probable que prevalezca un desempleo masivo durante algunos años."

Además, los analistas de Estados Unidos continuarían afirmando que: 

"Nigeria sigue siendo en gran medida una sociedad tribal, en la que los celos, las hostilidades y los intereses de clanes, tribus y regiones cuentan más que el apego nacional. El general Gowon, el Jefe del Gobierno Militar Federal (GMF), es el líder nacional aceptado y su popularidad ha crecido desde el final de la guerra. El GMF no es ni muy eficiente ni dinámico, pero el reciente anuncio de que pretende retener el poder por seis años más ha generado poca oposición hasta el momento. El ejército nigeriano, que se expandió enormemente durante la guerra, es tanto el principal apoyo del GMF como la principal amenaza para él. Las tropas están mal entrenadas, son indisciplinadas y algunos oficiales están recurriendo a conspiraciones. Creemos que Gowon tendrá una gran dificultad para permanecer en el cargo durante el período que según él, es necesario antes de la entrega del poder a los civiles. Su repentina eliminación empañaría las perspectivas de estabilidad en Nigeria."

La influencia de las personalidades individuales es generalmente mayor en los ejércitos de los países en desarrollo, ya que tienden a tener marcos institucionales más débiles. Las personalidades clave involucradas en Nigeria incluyeron al entonces coronel Olusegun Obasanjo. Obasanjo fue particularmente importante debido a sus esfuerzos por reorganizar la unidad bajo su mando, la tercera división, durante la guerra civil, para mejorar su logística y administración. La reorganización que instituyó permitió a la tercera división llevar a cabo con éxito las operaciones ofensivas que finalmente conducirían al final de la guerra civil en Nigeria. El Ejército de Nigeria luchó en la guerra civil con recursos significativamente escasos: las memorias de Obasanjo relatan la falta de existencias de equipo adicional para la movilización y el "sistema desordenado y poco confiable de adquisición y aprovisionamiento" que duró todo el período de la guerra. Los embargos de armas impuestos por varios países occidentales complicaron la situación.
Al final de la guerra civil, las tres divisiones del ejército se reorganizaron en cuatro divisiones, cada una de las cuales controlaba territorios que iban de norte a sur, para restar importancia a la antigua estructura regional. De este modo, cada división tenía acceso al mar, lo que facilitaba la cooperación entre armas y el apoyo logístico. Esta fórmula de despliegue fue posteriormente abandonada en favor de la actual asignación de sectores a las divisiones.  Por lo tanto, la primera división, con cuartel general en Kaduna se asignó al sector noroeste, la segunda división, con cuartel general en el sector suroeste de Ibadán, la tercera división, con cuartel general en el sector noreste de Jos y la  82 división, con cuartel general en el sector sureste de Enugu.

### Historia reciente
Las formaciones del Ejército nigeriano incluyen la primera división, con sede en Kaduna, en el noroeste, y la segunda división, con el cuartel general ubicado en Ibadán, en el suroeste, que incluye la 32 brigada de artillería en Abeokuta. La segunda división también incluye la cuarta brigada, el 19 batallón, en Okitipupa y el 195 batallón en Agenebode. El 52 regimiento de señales, es la unidad de señales de la división. El cuartel general de la tercera división se encuentra en el campamento de Rukuba, en Jos, en el noreste, e incluye la 21 brigada blindada Maiduguri, la 23 brigada Yola y las 33 brigada de artillería. El cuartel general de la 81 división, tiene su sede en Lagos, e incluye la novena brigada, con base en el campamento deIkeja, en el norte de Lagos, el cuartel general de la 82 división aerotransportada se encuentra en Enugu, en el sureste, e incluye la segunda brigada en Port Harcourt, la 13 brigada en Calabar y la 34 brigada de artillería en Owerri. La división formada en Enugu, se formó en 1964 como la cuarta división, en 1975 se convirtió en la guarnición de Lagos, y se convirtió en la cuarta división, en mayo de 2002. La tercera división blindada fue responsable en 1983 de la seguridad de las áreas fronterizas con el Chad. Lagos y Abuya tienen mandos de guarnición, con la guarnición de Lagos, tan grande como una división. La 81 división era anteriormente la división más joven del ejército, fue formada el 26 de mayo de 2002 cuando el mando de la guarnición de Lagos, se actualizó al estado de división. Por lo tanto, la división heredó las funciones de seguridad que hasta entonces desempeñaba el mando de la guarnición de Lagos. Sin embargo, un artículo posterior sin fecha en un periódico en línea de Nigeria, se decía que la 81 división volvió a llamarse mando de la guarnición de Lagos. En la década de 1980, las brigadas del ejército incluían la séptima brigada de infantería, ubicada en Sokoto. También existen brigadas divisionales de artillería, entre las que se encuentran las brigadas de artillería 32 y 34, las unidades de los cuerpos de artillería, así como los regimientos de ingenieros de combate, y muchas otras unidades de apoyo repartidas por todo el país africano. La séptima división, se estableció en agosto de 2013, durante la guerra contra el grupo yihadista Boko Haram. La creación de la nueva división elevó a seis el número de divisiones. La séptima división tiene su sede en Maiduguri, la división incluye una unidad de motocicletas de combate, como parte de la 25 brigada de la fuerza de tarea, el propósito de esta unidad es asegurar las carreteras en Yobe y servir como multiplicador de fuerza en las operaciones de combate. El mando de entrenamiento y doctrina, se formó en 1981, y está ubicado en Minna, el mando supervisa las academias militares del ejército. El ejército nigeriano patrocina la Escuela Militar de Nigeria en Zaria y la Escuela de Comandos de la federación. El 27 de abril de 2023, el ejército nigeriano realizó la presentación de estandartes más grande de la Mancomunidad de Naciones, en Eagle Square, en Abuya.

## Estructura

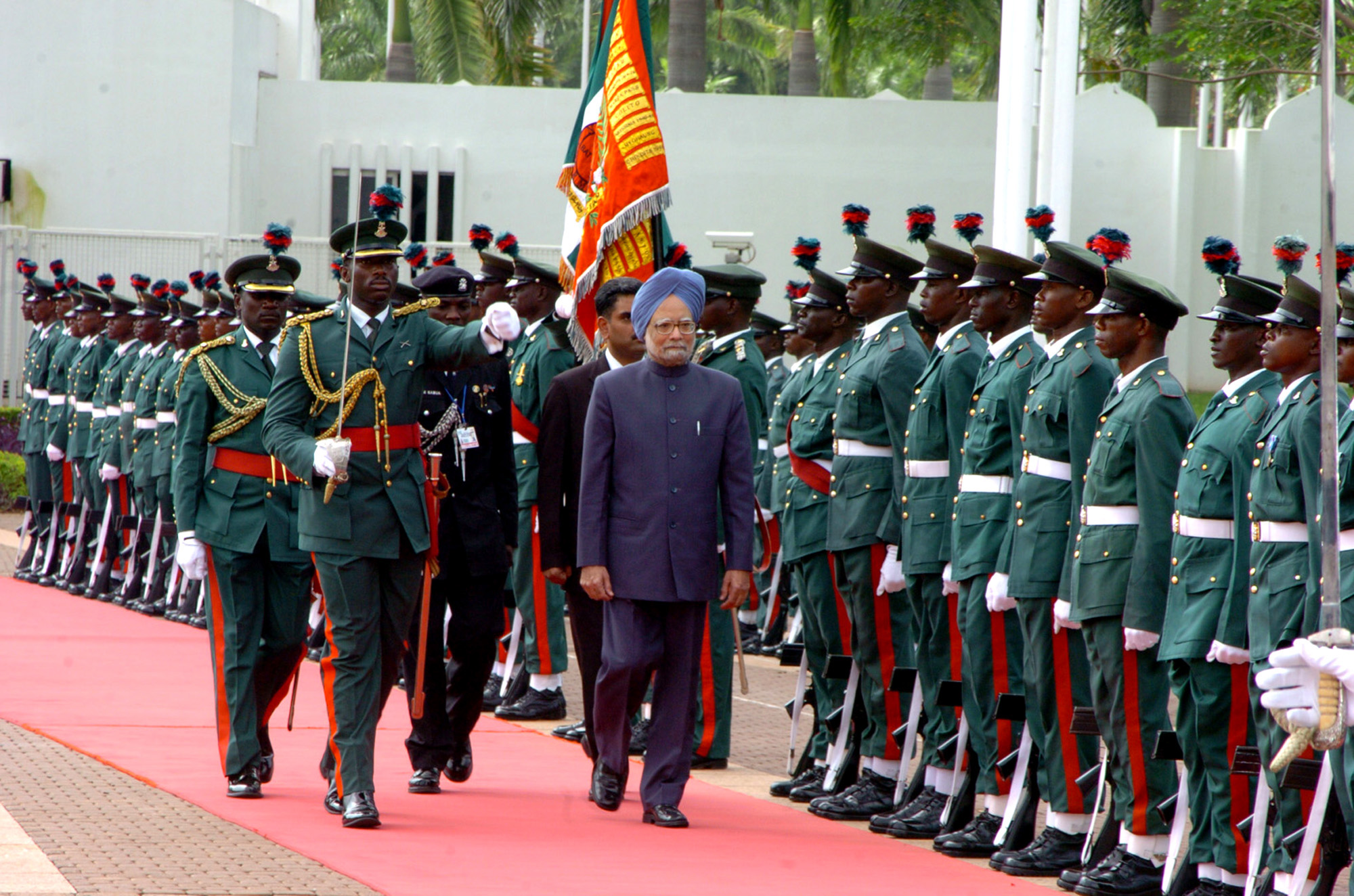
El Primer ministro indio, Manmohan Singh, inspeccionando la Brigada de la Guardia Presidencial, durante su visita a Abuya, Nigeria, en octubre de 2007.

El Ejército de Nigeria, a partir de 2016, contaba con unos 6.000 oficiales y 150.000 soldados. El ejército nigeriano es dirigido por el Estado Mayor del Ejército. El Ejército de Nigeria está organizado funcionalmente en varias armas de combate que son; infantería, blindados, armas de apoyo de combate, artillería, ingenieros, unidades de señales e inteligencia militar, los servicios de apoyo y combate incluyenel cuerpo médico, los cuerpos de suministros, transporte, finanzas y la policía militar. 
El mando de entrenamiento y doctrina, ubicado en Minna, es el responsable del desarrollo doctrinal, el entrenamiento físico, entrenamiento de combate, logística, relaciones públicas y banda de música del ejército. El mando supervisa los centros de formación militar y entrenamiento.
El Ejército de Nigeria dijo que su recién creada sexta división en Port Harcourt, fue establecida para organizar y mejorar las operaciones de seguridad interna en cuatro estados del Delta del Níger. La división incluye la segunda brigada del ejército en el Estado de Akwa Ibom, la 16 brigada en el Estado de Bayelsa y la 63 brigada en el Delta del Níger, respectivamente; mientras que la sede de la división estará ubicada en Port Harcourt, este arreglo ayudará a reducir las actividades de los yihadistas, perseguir a los bandidos, evitar los enfrentamientos entre las diferentes comunidades, combatir el robo de combustible, evitar los secuestros, los robos y el vandalismo en la región del Delta del Níger, y servirá para proteger los oleoductos y gasoductos de la industria petrolera. La inseguridad en estos estados impacta negativamente en la economía nacional como resultado del sabotaje por parte de entidades criminales de la región.

## Tropas nigerianas en el exterior

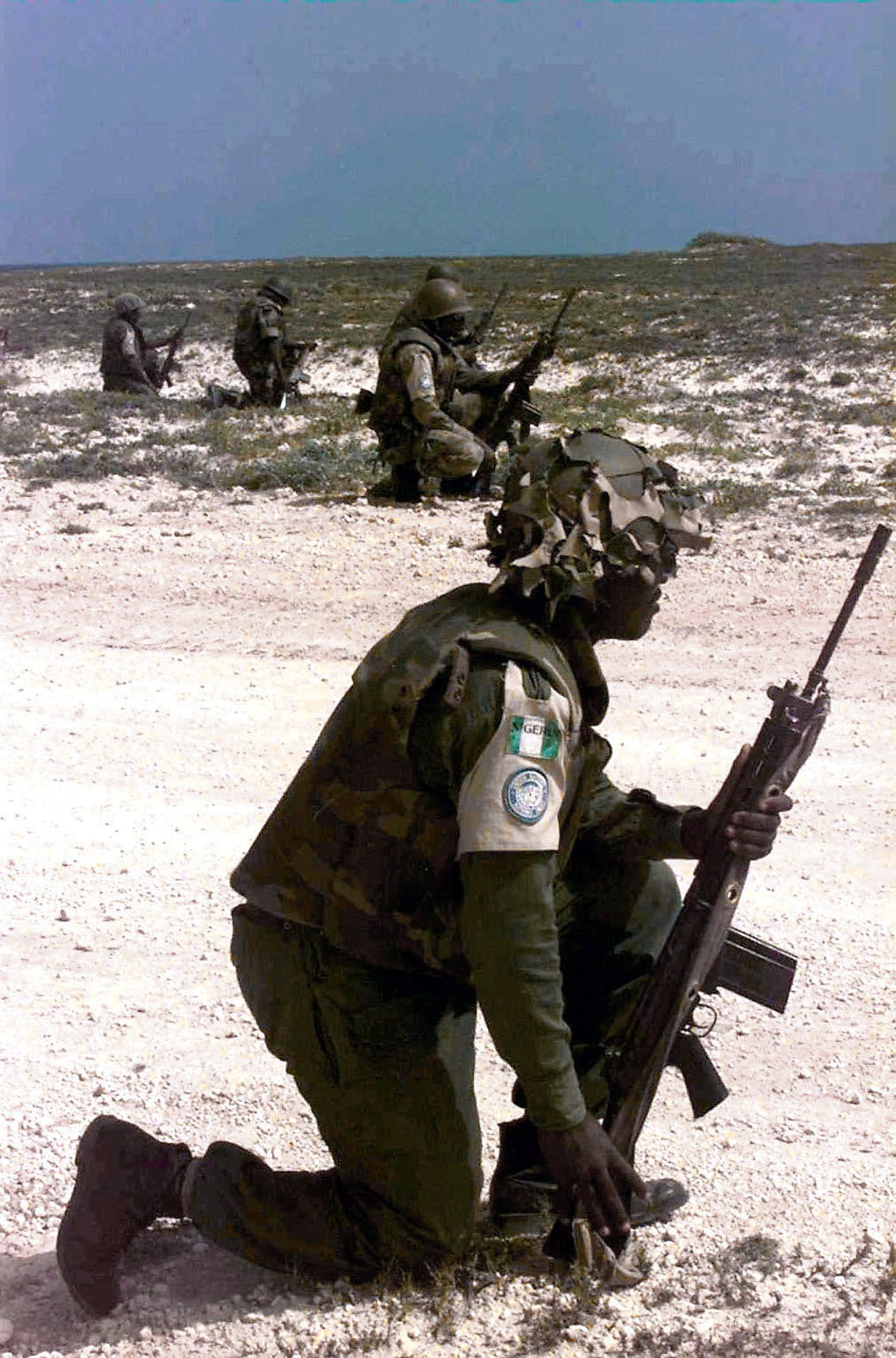
Soldados nigerianos en Somalia, 1993.

En diciembre de 1983, el régimen del Jefe de Estado de Nigeria, el general de división Muhammadu Buhari, anunció que Nigeria ya no podía permitirse un papel activista anticolonial en África. Los miembros anglófonos de la Comunidad Económica de Estados de África Occidental (CEEAO) establecieron una misión liderada por el ejército nigeriano en 1990, para intervenir en la primera guerra civil liberiana.
Fuerzas del ejército más pequeñas habían llevado a cabo previamente despliegues de la ONU y la CEEAO en Yugoslavia, Angola, Ruanda, Somalia y Sierra Leona.
La declaración de política anticolonial no impidió que Nigeria, bajo los generales Ibrahim Babangidaen 1990 y Sani Abachaen 1997, enviaran tropas de mantenimiento de la paz como parte de una misión, bajo los auspicios de la CEEAO a Liberia y Sierra Leona, cuando estallaron las guerras civiles en esos países. El presidente Olusegun Obasanjo en agosto de 2003, envió tropas nigerianas una vez más a Liberia, a instancias de los Estados Unidos, para proporcionar una presencia provisional hasta que llegaran las fuerzas de paz de la ONU (UNMIL). Posteriormente, el presidente y genocida Charles Taylor fue destituido del poder por la presión de los Estados Unidos de América y marchó al exilio en Nigeria.
En octubre de 2004, se desplegaron tropas nigerianas en Darfur, Sudán, para encabezar una fuerza de la Unión Africana para proteger a los civiles allí.
En enero de 2013, Nigeria comenzó a desplegar tropas en Malí, como parte de la Misión de Apoyo Internacional a Malí liderada por los africanos.
Nigeria afirmó haber contribuido con más de 20.000 soldados y policías a varias misiones de la ONU desde 1960, la Fuerza de Policía de Nigeria y las tropas nigerianas han servido en misiones como la misión de observación de la ONU en India y Pakistán en 1965,tras la guerra indo-pakistaní de 1965, la misión de observación de la ONU en elLíbanoen 1978 (FPNUL),la misión de supervisión del alto el fuego entre Irán e Irak en 1988 (UNIIMOG) y en la República Democrática del Congo (MONUSCO) en 2004.
Los oficiales del ejército nigeriano se han desempeñado como jefes de defensa en otros países, con el general de brigada Maxwell Khobe, como jefe de personal en Sierra Leona entre los años 1998 y 1999, y con los oficiales nigerianos actuando como oficiales al mando, a cargo de las Fuerzas Armadas de Liberia en el año 2007.

## Equipamiento militar
A pesar del equipamiento sofisticado de las Fuerzas Armadas de Nigeria y de poseer un material formidable, el ejército se ha visto obstaculizado por deficiencias técnicas y un bajo nivel de mantenimiento, la sobreabundancia de proveedores extranjeros, incluidos Austria, Brasil, Francia, Alemania, Italia, Suecia, Suiza, Rumania, Turquía, Ucrania, Rusia, Estados Unidos y Reino Unido, ha complicado la logística, calcular el tamaño de sus fuerzas y hacer balance de sus inventarios es difícil, dada la variedad de equipos en uso. El ejército de Nigeria tiene varios sistemas de armas y municiones diferentes de varios fabricantes. Esta es una lista del equipo militar utilizado por el ejército de Nigeria:

### Armas de fuego
| Nombre                   | Fotografía               | Tipo                     | País de origen           | Notas |
| Pistolas semiautomáticas | Pistolas semiautomáticas | Pistolas semiautomáticas | Pistolas semiautomáticas | Pistolas semiautomáticas |
| ------------------------ | ------------------------ | ------------------------ | ------------------------ | --- |
| Beretta 92               |                          | Pistola semiautomática   | Italia                   | |
| Beretta M1951            |                          | Pistola semiautomática   | Italia                   | |
| FN Browning GP-35        |                          | Pistola semiautomática   | Bélgica                  | Producida localmente bajo licencia por DICON.                                                                                    |
| Walther P5               |                          | Pistola semiautomática   | Alemania                 | |
| Subfusiles               |                          |                          |                          | |
| Heckler & Koch MP5       |                          | Subfusil                 | Alemania                 | |
| Beretta M12              |                          | Subfusil                 | Italia Nigeria           | Producido localmente bajo licencia por DICON.                                                                                    |
| Sa vz. 23                |                          | Subfusil                 | Checoslovaquia           | |
| Sten                     |                          | Subfusil                 | Reino Unido              | |
| Subfusil Sterling        |                          | Subfusil                 | Reino Unido              | |
| Uzi                      |                          | Subfusil                 | Israel                   | |
| Carabina                 |                          |                          |                          | |
| FB Mini-Beryl            |                          | Carabina                 | Polonia                  | |
| Fusiles de asalto        |                          |                          |                          | |
| IWI Tavor                |                          | Fusil de asalto          | Israel                   | Utilizado principalmente por las Fuerzas Especiales.                                                                             |
| CAA AK-Alfa              |                          | Fusil de asalto          | Estados Unidos Israel    | Utilizado principalmente por las Fuerzas Especiales.                                                                             |
| Beryl M762               |                          | Fusil de asalto          | Polonia                  | Producido localmente bajo licencia por DICON, servirá como rifle de asalto estándar para reemplazar a los rifles OBJ-006 y NR-1. |
| Fusil M16                |                          | Fusil de asalto          | Estados Unidos           | |
| FN FNC                   |                          | Fusil de asalto          | Bélgica                  | |
| Beretta AR70/90          |                          | Fusil de asalto          | Italia                   | |
| Daewoo K2                |                          | Fusil de asalto          | Corea del Sur            | 33.000 unidades han sido compradas.                                                                                              |
| OBJ-006                  |                          | Fusil de asalto          | Unión Soviética Nigeria  | Producido por DICON como OBJ-006.                                                                                                |
| AKM                      |                          | Fusil de asalto          | Unión Soviética          | |
| Fusiles de combate       |                          |                          |                          | |
| SIG SG 540               |                          | Fusil de combate         | Suiza                    | |
| Heckler & Koch G3        |                          | Fusil de combate         | Alemania                 | |
| FN FAL                   |                          | Fusil de combate         | Bélgica Nigeria          | Variante local designada NR1. |
| Beretta BM 59            |                          | Fusil de combate         | Italia Nigeria           | Producido localmente bajo licencia por DICON.                                                                                    |
| Ametralladora            |                          |                          |                          | |
| M2 Browning              |                          | Ametralladora pesada     | Estados Unidos           | |
| Fusil de francotirador   |                          |                          |                          | |
| Rifle Bor                |                          | Fusil de francotirador   | Polonia                  | Cartucho .338 Lapua Magnum |

### Armas antitanque
| Swingfire                     |  | Misil antitanque         | Reino Unido     | 100 almacenados. |
| Cañones sin retroceso         |  |                          |                 |                  |
| M40                           |  | Arma antitanque          | Estados Unidos  |                  |
| Carl Gustaf                   |  | Arma antitanque          | Suecia          | [ 2 ]            |
| Norinco LG3 AGL               |  | Lanzagranadas automático | China           |                  |
| Granada propulsada por cohete |  |                          |                 |                  |
| RPG-7                         |  | Arma antitanque          | Unión Soviética |                  |

### Vehículos blindados de combate
| Nombre                            | Fotografía        | Tipo                              | País de origen                | En servicio       | Notas                                                                         |
| Carros de combate                 | Carros de combate | Carros de combate                 | Carros de combate             | Carros de combate | Carros de combate                                                             |
| --------------------------------- | ----------------- | --------------------------------- | ----------------------------- | ----------------- | ----------------------------------------------------------------------------- |
| MBT-3000                          |                   | Carro de combate principal        | China                         | 6+                | Entregados en abril de 2020.                                                  |
| T-72                              |                   | Carro de combate principal        | Unión Soviética               | 25                | 25 de ellos fueron revisados y puestos nuevamente en servicio activo en 2019. |
| T-54/55                           |                   | Carro de combate principal        | Unión Soviética               | 24                |                                                                               |
| Vickers MBT                       |                   | Carro de combate principal        | Reino Unido                   | 106               | Mk3                                                                           |
| AMX-30                            |                   | Carro de combate principal        | Francia                       | 16                |                                                                               |
| Tanques ligeros                   |                   |                                   |                               |                   |                                                                               |
| FV101 Scorpion                    |                   | Tanque ligero                     | Reino Unido                   | 157               |                                                                               |
| FV107 Scimitar                    |                   | Tanque ligero                     | Reino Unido                   | 5                 | Cinco unidades compradas en Jordania.                                         |
| Automóviles blindados             |                   |                                   |                               |                   |                                                                               |
| ERC-90                            |                   | Automóvil blindado                | Francia                       | 80                | 40 unidades con torreta Lynx.                                                 |
| EE-09 Cascavel                    |                   | Automóvil blindado                | Brasil                        | 70                | Entregados en 1994.                                                           |
| Panhard AML                       |                   | Automóvil blindado                | Francia                       | 130               | Variantes AML-60 and AML-90.                                                  |
| Panhard VBL                       |                   | Automóvil blindado                | Francia                       | 72                |                                                                               |
| Raycolt KLTV                      |                   | Automóvil blindado                | Corea del Sur                 |                   | Fabricado por la corporación Kia Motors.                                      |
| Daimler Ferret                    |                   | Automóvil blindado                | Reino Unido                   | 25                | 40 unidades entregadas.                                                       |
| Plasan Sand Cat                   |                   | Automóvil blindado                | Israel                        |                   | Varias unidades compradas.                                                    |
| Shorland                          |                   | Automóvil blindado                | Reino Unido                   |                   | Mk 3.                                                                         |
| Vehículo de combate de infantería |                   |                                   |                               |                   |                                                                               |
| BMP-1                             |                   | Vehículo de combate de infantería | Unión Soviética               |                   | Variante BVP-1.                                                               |
| BMP-2                             |                   | Vehículo de combate de infantería | Rusia                         |                   | [ 28 ]                                                                        |
| ZBL-09                            |                   | Vehículo de combate de infantería | China                         | N/A               | Entregados en abril de 2020.                                                  |
| Transporte blindado de personal   |                   |                                   |                               |                   |                                                                               |
| Saurer 4K 4FA                     |                   | Transporte blindado de personal   | Austria                       | 250               | .                                                                             |
| MT-LB                             |                   | Transporte blindado de personal   | Bandera de la Unión Soviética | 67                | Llegaron a Nigeria desde Polonia.                                             |
| MOWAG Piranha                     |                   | Transporte blindado de personal   | Suiza                         | 110               |                                                                               |
| BTR-3                             |                   | Transporte blindado de personal   | Ucrania                       | 47                | Variante BTR-3U Guardian.                                                     |
| BTR-70                            |                   | Transporte blindado de personal   | Unión Soviética               | 18                |                                                                               |
| BTR-60                            |                   | Transporte blindado de personal   | Unión Soviética               | 6                 |                                                                               |
| Saxon APC                         |                   | Transporte blindado de personal   | Reino Unido                   | 75                |                                                                               |
| Panhard M3                        |                   | Transporte blindado de personal   | Francia                       | 18                |                                                                               |
| Spartan APC                       |                   | Transporte blindado de personal   | Emiratos Árabes Unidos        |                   | Varias unidades compradas a los Emiratos Árabes Unidos.                       |
| Reva APC                          |                   | Transporte blindado de personal   | Sudáfrica                     | 40                | Varias unidades compradas a Sudáfrica.                                        |
| Otokar Cobra                      |                   | Transporte blindado de personal   | Turquía                       | 204               |                                                                               |
| Isotrex Phantom APC               |                   | Transporte blindado de personal   | Estados Unidos                | [ 33 ]            | Varias unidades destruidas por el grupo yihadista Boko Haram.                 |
| INKAS LAPV                        |                   | Transporte blindado de personal   | Canadá                        |                   |                                                                               |
| MRAP                              |                   |                                   |                               |                   |                                                                               |
| Buffalo MPV                       |                   | MRAP                              | Estados Unidos                | 40                | [ 36 ]                                                                        |
| Casspir                           |                   | MRAP                              | Sudáfrica                     | 5                 | Casspir 3                                                                     |
| Dongfeng Mengshi                  |                   | MRAP                              | China                         | 100               | [ 37 ]                                                                        |
| Proforce Ara/Thunder              |                   | MRAP                              | Nigeria                       | 40+               | [ 36 ]                                                                        |
| Ezugwu                            |                   | MRAP                              | Nigeria                       | 30+               | 52 unidades compradas.                                                        |
| Ambulancia blindada               |                   |                                   |                               |                   |                                                                               |
| Alvis FV104 Samaritan             |                   | Ambulancia blindada               | Reino Unido                   |                   |                                                                               |

### Camiones militares
| Nombre                 | Fotografía         | Tipo               | País de origen     | En servicio        | Notas                                                        |                    |
| Camiones militares     | Camiones militares | Camiones militares | Camiones militares | Camiones militares | Camiones militares                                           | Camiones militares |
| ---------------------- | ------------------ | ------------------ | ------------------ | ------------------ | ------------------------------------------------------------ | ------------------ |
| KRAZ-6322              |                    | Camión militar     | Ucrania Nigeria    |                    | Algunos camiones son manufacturados localmente por Proforce. |                    |
| Ashok Leyland Stallion |                    | Camión militar     | India Nigeria      |                    | 700 unidades ensambladas en Nigeria.                         |                    |

### Vehículos de ingenieros
| Nombre                 | Fotografía             | Tipo                              | País de origen         | En servicio            | Notas |
| Vehículo de ingenieros | Vehículo de ingenieros | Vehículo de ingenieros            | Vehículo de ingenieros | Vehículo de ingenieros | Vehículo de ingenieros |
| ---------------------- | ---------------------- | --------------------------------- | ---------------------- | ---------------------- | --- |
| BOZENA 5               |                        | Vehículo terrestre no tripulado   | Eslovaquia             | N/A                    | Eliminación de minas terrestres antipersonales y antitanque convencionales. Asistencia en la desactivación de artefactos explosivos improvisados (IED). |
| Vickers AVLB           |                        | Vehículo lanzapuentes blindado    | Reino Unido            | 26                     | |
| Vickers ARV            |                        | Vehículo blindado de recuperación | Reino Unido            | 12                     | |

### Vehículos utilitarios
| Nombre                       | Fotografía | Tipo                                                   | País de origen      | En servicio | Notas                                              |
| ---------------------------- | ---------- | ------------------------------------------------------ | ------------------- | ----------- | -------------------------------------------------- |
| Steyr-Daimler-Puch Haflinger |            | Vehículo todoterreno con tracción en las cuatro ruedas | Austria             | 400         |                                                    |
| Steyr-Daimler-Puch Pinzgauer |            | Vehículo todoterreno con tracción en las cuatro ruedas | Austria             | N/A         |                                                    |
| Land Rover Defender          |            | Vehículo todoterreno con tracción en las cuatro ruedas | Reino Unido Nigeria | N/A         | Algunos son manufacturados localmente.             |
| Tarpan Honker                |            | Vehículo todoterreno con tracción en las cuatro ruedas | Polonia             | 25          |                                                    |
| Toyota Land Cruiser          |            | Camioneta pickup                                       | Japón               | N/A         | Algunos fueron convertidos en vehículos blindados. |
| Toyota Hilux                 |            | Camioneta pickup                                       | Japón               | N/A         |                                                    |
| Innoson IVM G12              |            | Camioneta pickup                                       | Nigeria             | N/A         |                                                    |
| Innoson IVM G-80             |            | Vehículo utilitario deportivo                          | Nigeria             | 40          |                                                    |

### Artillería
| Nombre                    | Fotografía                | Tipo                          | País de origen            | En servicio               | Notas |
| Artillería autopropulsada | Artillería autopropulsada | Artillería autopropulsada     | Artillería autopropulsada | Artillería autopropulsada | Artillería autopropulsada |
| ------------------------- | ------------------------- | ----------------------------- | ------------------------- | ------------------------- | --- |
| SH-5                      |                           | Obús autopropulsado de 105 mm | China                     | 5                         | El SH5 es un obús autopropulsado del calibre 105 mm. En julio de 2011, Norinco (Corporación de Industrias del Norte de China) organizó una demostración de promoción del sistema SH5 en Alashan, en el desierto de Gobi. El SH5 está instalado en el chasis de un camión militar y tiene un alcance máximo de 18 km. |
| SH-2                      |                           | Obús autopropulsado de 122 mm | China                     | 2                         | El obús autopropulsado SH2 del calibre 122 mm es un sistema de artillería desarrollado por Norinco. El sistema de artillería se desarrolló principalmente para el mercado de exportación, pero puede ser desplegado por el Ejército Popular de Liberación.                                                           |
| OTO Melara Palmaria       |                           | Obús autopropulsado de 155mm  | Italia                    | 25                        | |
| Artillería de cohetes     |                           |                               |                           |                           | |
| APR–40                    |                           | Lanzacohetes múltiple         | Rumania                   | 25                        | |
| BM-21 Grad                |                           | Lanzacohetes múltiple         | Unión Soviética           | 5                         | |
| RM-70                     |                           | Lanzacohetes múltiple         | Checoslovaquia            | 7                         | |
| Morteros                  |                           |                               |                           |                           | |
| L16                       |                           | Mortero de 81mm               | Reino Unido               | 200                       | |
| Cañón de campaña          |                           |                               |                           |                           | |
| ZiS-3                     |                           | Cañón de campaña de 76 mm     | Unión Soviética           | N/A                       | |
| Cañón de montaña          |                           |                               |                           |                           | |
| OTO Melara Modelo 56      |                           | Cañón de montaña de 105mm     | Italia                    | 124                       | 200 unidades entregadas. |
| Obuses remolcados         |                           |                               |                           |                           | |
| Obús M-56                 |                           | Obús remolcado de 105mm       | Yugoslavia                |                           | |
| D-30                      |                           | Obús remolcado de 122 mm      | Unión Soviética           | 90                        | |
| D-74                      |                           | Obús remolcado de 122 mm      | Unión Soviética           | 90                        | |
| M-46                      |                           | Obús remolcado de 130mm       | Unión Soviética           | 7                         | |
| D-20                      |                           | Obús remolcado de 152mm       | Unión Soviética           | 4                         | Entregados en 1992. |
| Haubits FH77              |                           | Obús remolcado de 155 mm      | Suecia                    | 24                        | Armas en almacenamiento. |

### Defensa antiaérea
| Nombre                              | Fotografía                          | Tipo                                  | País de origen                      | En servicio                         | Notas                                                |                                     |
| Artillería antiaérea autopropulsada | Artillería antiaérea autopropulsada | Artillería antiaérea autopropulsada   | Artillería antiaérea autopropulsada | Artillería antiaérea autopropulsada | Artillería antiaérea autopropulsada                  | Artillería antiaérea autopropulsada |
| ----------------------------------- | ----------------------------------- | ------------------------------------- | ----------------------------------- | ----------------------------------- | ---------------------------------------------------- | ----------------------------------- |
| ZSU-23-4 Shilka                     |                                     | Cañón antiaéreo autopropulsado        | Unión Soviética                     | 30                                  |                                                      |                                     |
| Artillería antiaérea                |                                     |                                       |                                     |                                     |                                                      |                                     |
| Bofors L-60                         |                                     | Cañón antiaéreo remolcado             | Suecia                              | 12                                  |                                                      |                                     |
| ZPU-2                               |                                     | Cañón antiaéreo remolcado             | Unión Soviética                     | N/A                                 |                                                      |                                     |
| ZU-23-2                             |                                     | Cañón antiaéreo remolcado             | Unión Soviética                     | 350                                 |                                                      |                                     |
| Defensa antiaérea portátil          |                                     |                                       |                                     |                                     |                                                      |                                     |
| Blowpipe                            |                                     | Sistema de defensa antiaérea portátil | Reino Unido                         | 48                                  |                                                      |                                     |
| 9K32 Strela-2                       |                                     | Sistema de defensa antiaérea portátil | Unión Soviética                     | 100                                 |                                                      |                                     |
| Misil superficie-aire               |                                     |                                       |                                     |                                     |                                                      |                                     |
| Euromissile Roland                  |                                     | Misil superficie-aire                 | Francia                             | 16                                  | Montados en el chasis de un carro de combate AMX-30. |                                     |

### Helicópteros
| Nombre                            | Fotografía   | Tipo                  | País de origen | Notas                                         |
| Helicópteros                      | Helicópteros | Helicópteros          | Helicópteros   | Helicópteros                                  |
| --------------------------------- | ------------ | --------------------- | -------------- | --------------------------------------------- |
| McDonnell Douglas MD 500 Defender |              | Helicóptero militar   | Estados Unidos | 12 unidades en pedido.                        |
| Helicóptero de combate ligero HAL |              | Helicóptero de ataque | India          | Número no especificado de unidades en pedido. |